# Gamelina
Gamelina (Gmelina arborea Roxb.; Lamiaceae) é uma árvore da qual se extrai a celulose, matéria-prima para a fabricação do papel.